# Papuanci
Papuanci (Papuanski narodi), kolektivni naziv za veliku grupa negroidnih plemena s Nove Gvineje. Jezično su podijeljeni na porodice koje obuhvaćaju oko 840 jezika i približno isti broj plemena.

## Ime
Ime dolazi iz malajskog jezika, od papúwah ili puwah-puwah (papua) u značenju  'zemlja naroda s kovrčavom kosom'  ("Land of the people with the frizzy hair",) odnosno ime Papuanci označava  'one s kovrčavom kosom' . 

## Jezična klasifikacija
- Amto-Musan (2);
- Arai ili Left May (6),
- Bayono-Awbono (2),
- Donjomamberamoanski narodi (Lower Mamberamo) (2),
- Geelvink Bayski narodi (33),
- Istočnodoberajski narodi (East Bird's Head) (3),
- Istočnopapuanski narodi (36),
- Kwomtari-Baibai (6),
- Sepiško-ramujski narodi (Sepik-Ramu; 100),
- Sko (7),
- Toriselijski narodi (Torricelli; 53),
- Transnovogvinejski narodi (564),
- Zapadnopapuanski narodi ((26 jezika),
- Neklasificirani: Turumsa (Papua Nova Gvineja); Murkim (Indonezija; Papua); Lepki (Indonezija; Papua); Kembra (Indonezija; Papua), Kehu (Indonezija; Papua); Doso (Papua Nova Gvineja); Betaf (Indonezija; Papua).

## Plemena
Vidi Popis papuanskih plemena.

## Rasne razlike: Papuanci i Melanezijci
Nova Gvineja se nalazi na granici dvaju svjetova, jednom koji pripada tamnoputim Melanezijcima na istoku, i mnogo svjetlijim Malajcima na zapadu a od Australije dijeli je tek uski Toresov prolaz. O njihovom porijeklu tek se nagađa, kao i o vremenskom dolasku na Novu Gvineju gdje su se nastavili dalje razvijati. Papuanci su tamne puti, kovrčave kose i bujne kovrčave brade. Rasno se razlikuju i od svjetloputih Malajaca s ravnom kosom, a i od Melanezijaca. Talijanski genetičar Luigi Luca Cavalli-Sforza jasno razlikuje novogvinejsku (papuansku) i melanezijsku rasu (vidi Cavalli-Sforzinu kartu). C. Capelli Melanezijce i Papuance stavlja u jednu rasu, ali u dvije različite grupe (pod-rase), te se veoma razlikuju po zubima. Od afričkih crnaca razlikuju se po tome što su niži, imaju mnogo tanje usne, bujniju bradu kao i po kovrčavim dlakama po tijelu.

## Etnografija
Papuanci do dolaska Europljana žive životom naroda iz kamenog doba. Ubrajaju se među najprimitivnije stanovnike Zemlje. Najveće promjene doživjela su plemena nastanjena u obalnim područjima, dok je vanjskog utjecaja na unutrašnjost bilo znatno manje. Papunci su lovci, ribari i sakupljači. Njihova sela sastoje se od kuća podignutih na drvenim pilonima zabijenima u tlo. Odjeća je oskudna, često puta se sastoji samo od veoma bogatog nakita i dugih navlaka za ud kod muškaraca te suknjica od trave za žene. Među nekim skupinama postojao je lov na glave i kanibalizam. Imaju razvijeno drvorezbarstvo (maske, statue, štitovi). Oruđe je kameno (sjekire), koje im služe za rušenje drveća i gradnju čamaca, njihovog glavnog prijevoznog sredstva monoksil. Sago, riba i uzgojene svinje njihova su glavna hrana do koje dolaze lovom, ribolovom, sakupljanjem ili uzgojem.  Neka plemena, kao pripadnici ljudožderskog plemena Asmat s rijeke Brazza, imaju duge ratne brodove. Asmat je mogao dobiti ime tek kada bi nekoga ubio, lubanje su obožavali (), a one su im služile i umjesto jastuka (vidi). 
Lov
U lovu se služe lukom i strijelom a na izboru imaju divovske štakore, ehidne, cuscusa (Phalanger Maculatus), razne ptice (kazuari), leteće lisice (velika vrsta šišmiša) i krokodile. Svinje (Sus scrofa) su na Novu Gvineju uvezene, a domoroci vole njihovo meso. Kljove svinja njihovi su tradicionalni ukrasi kao i pera raznih vrsta rajskih ptica, koje se i love jedino zbog perja. 
Postupak dobivanja soli
U planinskim područjima Nove Gvineje sol je izuzetno rijetka i mnoga plemena za nju ne znaju. Slani izvori su sulfurni što sol čini otrovnom, no oni su došli na genijalnu ideju kako da dođu do nje. Izvorsku vodu bambusovim cijevima provode u podzemne rezervoare s ekstremno suhim svežnjevima trave koja apsorbira svaku kap. Nakon toga svežnjevi se suše na suncu a na njima ostaju kristali soli miješani sa sumporom. U drugom dijelu postupka potrebno je sol odvojiti od sumpora. U tu svrhu potrebno je svežnjeve trave zapaliti, a prilikom tog dolazi zbog prisustva zraka do oksidacije i nastanka sumpornog dioksida, a ono što je ostalo je sol pomiješana s pepelom.  Ova sol nije najčišća ali je upotrebljiva za jelo. 
Novac
Novac Papuanaca je lijepo perje rajskih ptica, najvrjednije je žuto, za koje se može kupiti jedna svinja ili nakit od školjaka. Svinje su također živi novac, a u istu svrhu služe i školjke koje se režu u manje komade, poput tridakne (vidi[neaktivna poveznica]).

## Kanibalizam i lov na glave
U prošlosti su mnoga plemena prakticirala ritualni kanibalizam. Jela su se tijela mrtvih protivnika kako bi se zadobila njihova snaga. Kod lovaca na glave postojao je običaj da ratnici nose lubanju neprijatelja obješenu oko vrata, poput ogrlice.
Kuru
Kod papuanskog plemena Fore, koje je imalo oko 8,000 duša, i bavilo se obrednim kanibalizmom, iznenada se 1957. godine pojavila čudna bolest koja je do 1968. odnesla oko 1,100 žrtava, uglavnom žena. Bolest je po svoj prilici izazvala transmisivna spongiformna encefalopatija (TSE), među Forama poznata kako kuru.

## Vanjske poveznice
- Papuan Culture  Arhivirana inačica izvorne stranice od 27. svibnja 2008. (Wayback Machine)
- Western Papuans a forgotten people  Arhivirana inačica izvorne stranice od 16. srpnja 2007. (Wayback Machine)